# Acceso al Aeropuerto de Vigo
El Acceso al Aeropuerto de Vigo o VG-11 es una autovía urbana que le da el acceso al aeropuerto de Vigo. Conecta con la AP-9 y la futura rotonda de las 2 carreteras nacionales N-555 y N-556. Consta 1,9 kilómetros de longitud y la velocidad limita a 100 km/h (provisional por lo que indica el proyecto que la velocidad de proyecto es de 80 km/h).
Fue obtenida la DIA en febrero de 2010, pero no llegó a aprobarse a pase de que fue aprobado el proyecto del trazado en mayo de 2010 y la causa de la crisis del "tijeretazo" del año 2010, suspendieron este proyecto. En la actualidad, sigue pendiente de la actualización de proyecto y posible reinicio de la DIA para conseguir la aprobación definitiva.
Las características de esta autovía urbana tiene 2 carriles por sentido, según el proyecto de trazado que aprobaron en el año 2010, consta de unas 2 rotondas, uno para el acceso al aeropuerto de Vigo y otra al noroeste del acceso, las conexiones con las 2 carreteras N-555 y N-556. Además cuenta con el acceso a la AP-9 (enlace 157).

## Tramos
| Denominación | Tramo                                      | Kilómetros | Estado (2025)                                              |
| ------------ | ------------------------------------------ | ---------- | ---------------------------------------------------------- |
| VG-11        | AP-9 (Cabral) - N-555 N-556 (La Retorcida) | 1,9        | Proyecto caducado (pendiente actualización nuevo proyecto) |

## Trazado (proyecto)
| Velocidad | Esquema | Salida | Sentido La Retorcida (N-555 y N-556)                                              | Carriles | Sentido Cabral (AP-9) | Carretera | Notas |
| --------- | ------- | ------ | --------------------------------------------------------------------------------- | -------- | --- | --------- | ----- |
|           |         |        | Comienzo de la Autovía de Acceso al Aeropuerto de Vigo VG-11 Procede de: E-1 AP-9 |          | Fin de la Autovía de Acceso al Aeropuerto de Vigo VG-11 Incorporación final: E-1 AP-9 Dirección final: E-1 AP-9 A-55 Vigo - Porriño Tuy - Portugal A-52 Orense AG-57 Bayona E-1 AP-9 Vigo Pontevedra | E-1 AP-9  |       |
|           |         |        | Avda. del Tranvía N-555 N-556 Redondela aeropuerto IFEVI Avda. Aeropuerto         |          | aeropuerto IFEVI Avda. Aeropuerto E-1 AP-9 Vigo - Pontevedra Avda. del Tranvía |           |       |
|           |         |        | Sin enlaces                                                                       |          | Sin enlaces |           |       |
|           |         |        | Avda. Aeropuerto N-555 Redondela N-556 aeropuerto                                 |          | Inicio de la Autovía VG-11 |           |       |